# Foggia
Foggia es un municipio italiano, capital de la provincia homónima, situado en la región de Apulia, en el sur de Italia. Cuenta con 144.586 habitantes, y es la tercera ciudad de Apulia en población tras Bari y Tarento.

## Historia
Foggia fue fundada en el siglo IX, cerca de la antigua ciudad griega de Arpi (Agryrappe en griego). El lugar estaba ocupado, en el principio del siglo XI, por los habitantes de la antigua Arpi, y fue especialmente favorecida por los reyes normandos. Tras la conquista normanda de Italia Meridional, fue con Roberto Guiscardo, alrededor de 1050, que comenzó el trabajo de recuperación, debido a que el sitio original era pantanoso, y en 1089 fue el nombre actual, probablemente derivado de ella para el almacenamiento de grano.
La estratégica posición geográfica, era una fuente de crecimiento de la ciudad. De acuerdo a la leyenda del siglo XI el lugar donde se construyó la ciudad está ligada donde un grupo de pastores vieron un buey que se arrodilló ante el espectáculo de las tres llamas de una charca cenagosa. Después de la increíble visión de los pastores fueron a ver de dónde venían las llamas brillantes, pero cuando llegaron al lugar solo vio una tablilla de piedra que representa una imagen de la Virgen María, rodeada de los siete velos. Ella fue llevada a la taberna de la lechuza y se expone como un monumento sagrado, que atrajo a muchos peregrinos. El cuadro de Santa María, llamada de los siete velos, por Roberto Guiscardo merecía más atención, e hizo construir la actual Iglesia de Santo Tomás, que en un principio llamó a la Iglesia Santísima de Nuestra Señora de los Siete Velos. Bajo Guillermo el Bueno, se construyó una magnífica catedral de estilo románico-pullés para dar cabida a la sagrada imagen, sin embargo, un terremoto la destruyó.
En el momento de los suevos, Federico II la convirtió en la sede oficial de su reino, dándole el esplendor de una metrópolis. Federico II fue apodado Puer Apuliae (Hijo de Apulia) por su amor a la zona. En 1223 se construyó un palacio-fortaleza, de la que poco queda, y ahora se incorpora en la construcción ARPI. Pasó a la Corona de Aragón y se convirtió en el centro comercial más grande de la Capitanata. Carlos de Anjou, a quien le gustaba mucho, y se quedó allí por mucho tiempo hizo la construcción de un palacio y se celebrará la boda de su hija Beatriz. En Foggia recibió su muerte en 1285. En virtud de la Corona de Aragón, a partir de 1447 fue la sede de la aduana de ovejas donde se pagaba impuestos sobre la trashumancia de los rebaños de los Abruzzos.
Más tarde fue eclipsada por la peste en 1656 y por los sismos en 1627 y en 1731 que la destruyeron casi por completo. En 1806 Foggia fue nombrada por José Bonaparte capital de la provincia de Capitanata y allí se estableció la Prefectura. En 1807, casi simultáneamente con su elevación a la provincia de Foggia también obtuvo el obispado.
La unificación de Italia no trajo a la gente de Foggia las mejoras esperadas por lo que a finales del siglo XIX y principios del XX se vieron obligados a emigrar a América con la esperanza de encontrar en otros lugares una vida mejor. Sin embargo, después de la Primera Guerra Mundial empezó a cambiar la vida de esta ciudad: su creciente importancia para los mercados agrícolas y la red de comunicaciones se desarrollaron considerablemente. La primera mitad del siglo XX ha visto un aumento en la vivienda pública con la construcción de edificios como el Palacio de los estudios, la Prefectura y el Palacio de la Ciudad, sino un acontecimiento que es de considerable importancia en la historia de la ciudad es la construcción del acueducto Apulia en 1924.
La Segunda Guerra Mundial marcó otro capítulo oscuro en la historia de Foggia ya que la destrucción llegó a la zona. La ciudad fue blanco de los bombardeos aliados de la aviación que destruyó la mayor parte de los hogares en la ciudad con el objetivo de destruir una fábrica de gas venenoso. Hay que recordar los atentados del 22 de julio y 19 de agosto de 1943, sin duda el más violento que azotó a la ciudad, causando más de 20 000 víctimas, un tercio de la población de la época. Después de la ocupación anglo-estadounidense, el 1 de octubre Foggia se convirtió en la piedra angular de la ofensiva aliada en el Adriático y los Balcanes. Posteriormente la ciudad recibió la Medalla de oro al valor civil. Tras la guerra fue reconstruida sobre las ruinas del casco antiguo del siglo XIX de acuerdo con los dictados de estilo post-fascista. Como resultado de la recuperación de tierras de los llanos la ciudad ha visto aumentar su importancia económica, su desarrollo urbano y su población.

## Territorio
Foggia se encuentra aproximadamente en el centro de las tablas de las Apulias, entre el río Celone y el río Cervaro, en un nudo principal de comunicaciones, destino de las antiguas vías trashumantes. La ciudad se asienta sobre terrenos de origen arcilloso, sujetos a una alta acumulación hídrica, dentro de un área   de sismicidad media-alta.

## Clima
El clima es básicamente mediterráneo, pero con una marcada continentalidad porque la ciudad se encuentra a cierta distancia de la costa (30 km de distancia), en el centro de las tablas, lo que propicia variaciones de temperaturas muy acusadas, a veces incluso 20 °C, especialmente con cielo despejado, ausencia de viento y humedad baja. Estas condiciones contribuyen, sobre todo en invierno, a la formación de escarcha en la noche cuando la temperatura cae por debajo de 0 °C debido a una radiación solar diurna significativa, que produce el fenómeno de inversión térmica.
Habitualmente se dan cuatro o cinco episodios de nieve un año, de forma rápida y sin acumulación. La nevada más abundante en los últimos veinte años fue el 15 de diciembre de 2007 con 20 cm, 7 y 8 de abril de 2003, hasta 10,5 cm (un efecto significativo respecto al valor de tiempo), 16 de enero de 2002, unos 10/15 cm, el 26/27 de diciembre de 1996 hasta 30 cm y 3 de enero de 1993 15/20 cm.
La temperatura mínima registrada en la estación meteorológica de la Aeronáutica Militar de Amendola fue -10,4 °C en la histórica ola de frío de enero de 1985.
Las precipitacionesson, en general, modestas y en función del año de entre 350 mm y 700 mm (media de 512 mm) y distribuye principalmente en el otoño y los cuarteles de invierno. Las acumulaciones más importantes de la lluvia, pero casi nunca de más de 60-70 mm por día, están asociadas con depresiones formadas en la Tirreno media o baja entre octubre y marzo, que recuerdan las corrientes marinas muy húmedas del este-sureste, que generan lluvias moderadas pero persistentes.
El verano es muy caluroso y seco, con sequías. Lasntemperaturas máximas fácilmente superan los 34 °C / 35 °C en presencia del anticiclón subtropical de África, pasando por al menos un par de veces al año, incluso a 40 °C. 
Simultáneamente con la acumulación significativa de calor en la atmósfera, la intrusión de aire fresco puede generar tormentas violentas, a veces con granizo o asociado raramente con microrráfagas.
Aunque el viento sopla con frecuencia, al suroeste moderado o fuerte, o al noroeste, hay muchos días de niebla al año (hay en promedio 34 (véase la Estación Meteorológica de Foggia Amendola) y se concentran entre noviembre y abril).
| Parámetros climáticos promedio de Foggia, normales 1981–2010, extremos 1980-presente | Parámetros climáticos promedio de Foggia, normales 1981–2010, extremos 1980-presente | Parámetros climáticos promedio de Foggia, normales 1981–2010, extremos 1980-presente | Parámetros climáticos promedio de Foggia, normales 1981–2010, extremos 1980-presente | Parámetros climáticos promedio de Foggia, normales 1981–2010, extremos 1980-presente | Parámetros climáticos promedio de Foggia, normales 1981–2010, extremos 1980-presente | Parámetros climáticos promedio de Foggia, normales 1981–2010, extremos 1980-presente | Parámetros climáticos promedio de Foggia, normales 1981–2010, extremos 1980-presente | Parámetros climáticos promedio de Foggia, normales 1981–2010, extremos 1980-presente | Parámetros climáticos promedio de Foggia, normales 1981–2010, extremos 1980-presente | Parámetros climáticos promedio de Foggia, normales 1981–2010, extremos 1980-presente | Parámetros climáticos promedio de Foggia, normales 1981–2010, extremos 1980-presente | Parámetros climáticos promedio de Foggia, normales 1981–2010, extremos 1980-presente | Parámetros climáticos promedio de Foggia, normales 1981–2010, extremos 1980-presente |
| Mes                                                                                  | Ene.                                                                                 | Feb.                                                                                 | Mar.                                                                                 | Abr.                                                                                 | May.                                                                                 | Jun.                                                                                 | Jul.                                                                                 | Ago.                                                                                 | Sep.                                                                                 | Oct.                                                                                 | Nov.                                                                                 | Dic.                                                                                 | Anual                                                                                |
| ------------------------------------------------------------------------------------ | ------------------------------------------------------------------------------------ | ------------------------------------------------------------------------------------ | ------------------------------------------------------------------------------------ | ------------------------------------------------------------------------------------ | ------------------------------------------------------------------------------------ | ------------------------------------------------------------------------------------ | ------------------------------------------------------------------------------------ | ------------------------------------------------------------------------------------ | ------------------------------------------------------------------------------------ | ------------------------------------------------------------------------------------ | ------------------------------------------------------------------------------------ | ------------------------------------------------------------------------------------ | ------------------------------------------------------------------------------------ |
| Temp. máx. abs. (°C)                                                                 | 21.2                                                                                 | 22.0                                                                                 | 32.0                                                                                 | 30.3                                                                                 | 36.0                                                                                 | 47.0                                                                                 | 45.2                                                                                 | 43.6                                                                                 | 43.0                                                                                 | 35.4                                                                                 | 27.0                                                                                 | 23.4                                                                                 | 47.0                                                                                 |
| Temp. máx. media (°C)                                                                | 11.8                                                                                 | 12.5                                                                                 | 15.7                                                                                 | 19.0                                                                                 | 24.9                                                                                 | 29.4                                                                                 | 32.4                                                                                 | 32.5                                                                                 | 27.6                                                                                 | 22.7                                                                                 | 16.6                                                                                 | 12.7                                                                                 | 21.5                                                                                 |
| Temp. media (°C)                                                                     | 7.7                                                                                  | 7.7                                                                                  | 10.3                                                                                 | 13.1                                                                                 | 18.3                                                                                 | 22.6                                                                                 | 25.6                                                                                 | 25.8                                                                                 | 21.5                                                                                 | 17.3                                                                                 | 12.1                                                                                 | 8.7                                                                                  | 15.9                                                                                 |
| Temp. mín. media (°C)                                                                | 3.3                                                                                  | 2.9                                                                                  | 4.9                                                                                  | 7.3                                                                                  | 11.7                                                                                 | 15.9                                                                                 | 18.8                                                                                 | 19.0                                                                                 | 15.5                                                                                 | 12.0                                                                                 | 7.6                                                                                  | 4.7                                                                                  | 10.3                                                                                 |
| Temp. mín. abs. (°C)                                                                 | -10.4                                                                                | -6.0                                                                                 | -5.0                                                                                 | -4.0                                                                                 | 0.3                                                                                  | 2.8                                                                                  | 6.0                                                                                  | 10.0                                                                                 | 6.4                                                                                  | 0.0                                                                                  | -2.8                                                                                 | -5.0                                                                                 | -10.4                                                                                |
| Lluvias (mm)                                                                         | 44.60                                                                                | 39.37                                                                                | 41.73                                                                                | 39.01                                                                                | 31.52                                                                                | 42.46                                                                                | 21.65                                                                                | 39.82                                                                                | 43.15                                                                                | 50.39                                                                                | 48.98                                                                                | 69.34                                                                                | 512.03                                                                               |
| Humedad relativa (%)                                                                 | 82.1                                                                                 | 77.7                                                                                 | 75.5                                                                                 | 73.4                                                                                 | 67.7                                                                                 | 61.7                                                                                 | 58.1                                                                                 | 61.1                                                                                 | 69.7                                                                                 | 76.2                                                                                 | 81.6                                                                                 | 82.7                                                                                 | 72.3                                                                                 |
| Fuente: Il Meteo                                                                     |                                                                                      |                                                                                      |                                                                                      |                                                                                      |                                                                                      |                                                                                      |                                                                                      |                                                                                      |                                                                                      |                                                                                      |                                                                                      |                                                                                      |                                                                                      |

## Hidrografía
El territorio que rodea la ciudad no tiene agua natural significativo debido a la falta de montañas, lluvias escasas y alta permeabilidad del suelo, especialmente este último factor permite que el agua de lluvia penetre en el subsuelo y las aguas subterráneas mediante la prevención de enriquecimiento de los ríos y arroyos. El único río que fluye alrededor de la ciudad es el Celone, torrencial.

## Demografía
| Gráfica de evolución demográfica de Foggia entre 1861 y 2023 |
|                                                              |
| Fuente: ISTAT - Gráfico: Wikipedia.                          |

## Economía
El sector económico más importante de la ciudad, como el de toda la provincia, es la agricultura, tanto que es apodada el granero de Italia.

## Cultura

### Lugares de interés cultural y turístico
Palacio Dogana, Iglesia de las cruces, Catedral de Foggia, los tres arcos, Parque arqueológico de «Passo de Corvo», Borgo Segezia, Santuario della Madonna dell'Incoronata.

### Museos

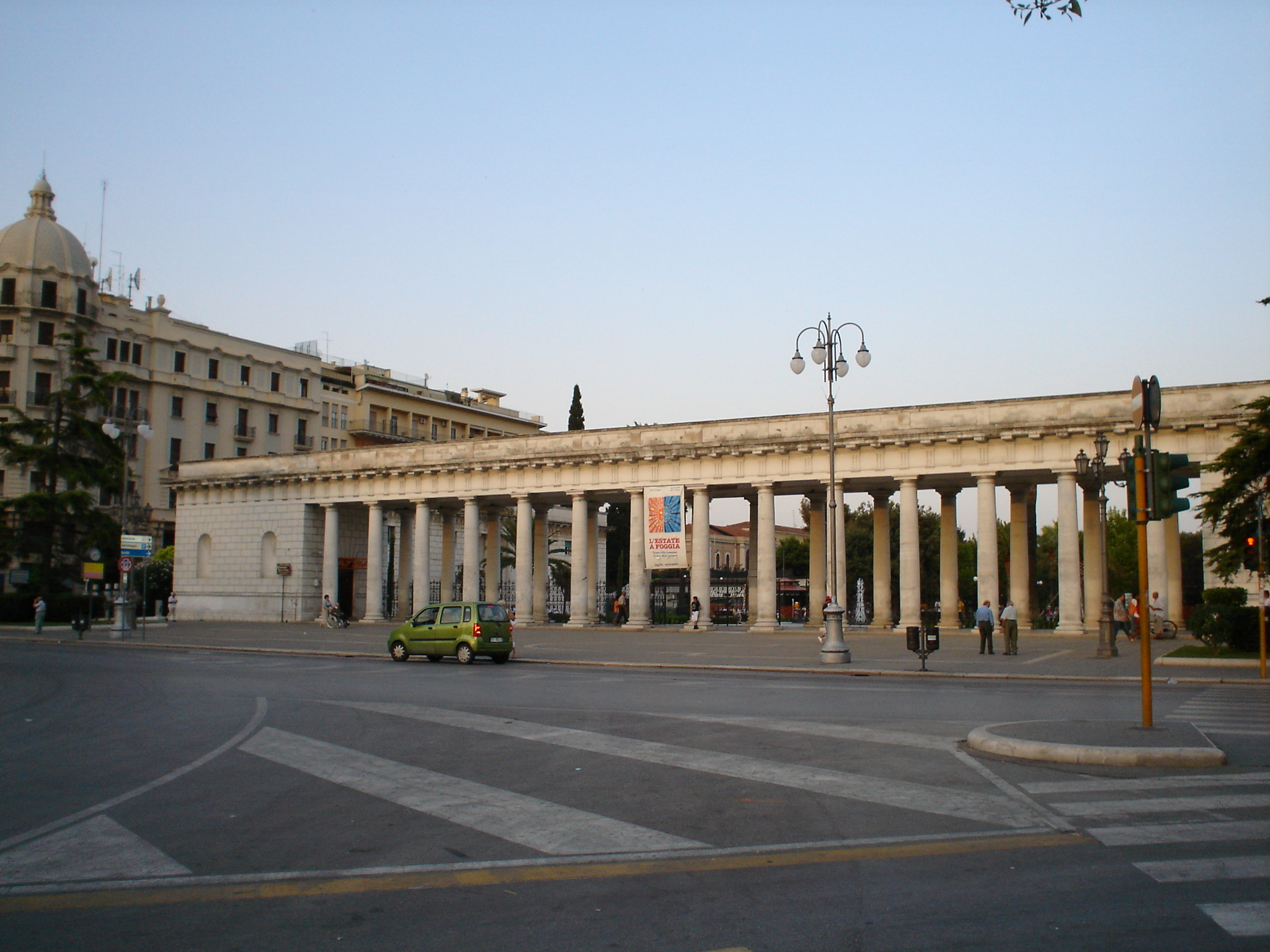
Villa Comunale, Foggia.

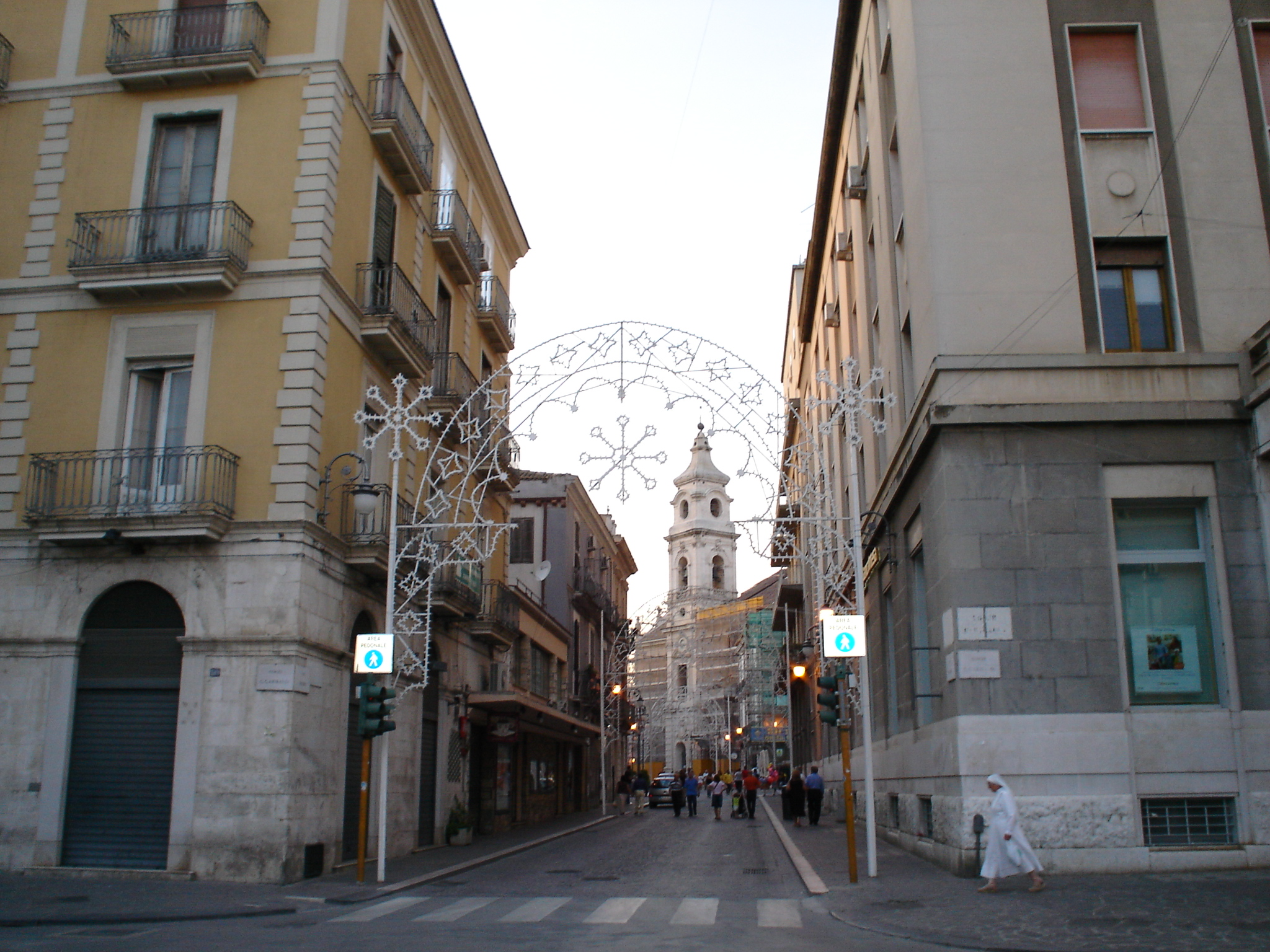
Calle de Foggia con la catedral al fondo.

- Museo Civico e Pinacoteca Comunale
- Museo del Territorio
- Museo Provinciale di Storia Naturale
- Museo Interattivo delle Scienze
- Museo Diocesano
- Museo delle Croci
- Museo del Centro Missionario Africano

### Teatros
- Teatro comunale "Umberto Giordano"
- Teatro del fuoco
- Cinema teatro Ariston
- Odateatro - cerchio di gesso
- Teatro Sant'Anna
- Compagnia teatrale palcoscenico piccolo teatro Foggia
- Teatro regio di capitanata

### Galerías de arte
- Galleria d'arte Stoà
- Galleria dell'artista
- Galleria d'arte di Erbetta Paolo

### Universidad
La Universidad de Foggia, fundada en el 1999, cuenta con las facultades de Agricultura, Filosofía, Derecho, Medicina y Economía.

### Bibliotecas y archivos
- Biblioteca Provincial de Foggia La Magna Capitana[6]
- Biblioteca de la Diócesis de Foggia - Via Oberdan, 13
- Biblioteca de la Universidad de Foggia[7]
- Biblioteca del Cenacolo Culturale V. Ferrini - Via San Nicandro, 4
- Biblioteca Provincial de los  Capuchinos[8] - Via Immacolata, 4
- «Archivio di Stato di Foggia»
- «Archivio Storico Diocesi di Foggia e Bovino» - Via Oberdan, 13
- «Archivio Capitolare Cattedrale di Foggia» - presso la Basilica Cattedrale
- «Biblioteca economico-giuridica BancApulia»

## Deportes
Foggia tiene un club de fútbol, el Calcio Foggia, que actualmente compite en la Serie C, el tercer nivel del fútbol nacional. Su estadio es el llamado Pino Zaccheria que cuenta con una aforo de 25 000 personas.